# Lijst van rijksmonumenten in Sambeek
De plaats Sambeek telt 41 inschrijvingen in het rijksmonumentenregister. Hieronder een overzicht.
| Object | Oorspronkelijke functie?  | Bouwjaar                             | Architect                | Locatie                     | Coördinaten?                  | Nr.?   | Afbeelding                                                       |
| --- | ------------------------- | ------------------------------------ | ------------------------ | --------------------------- | ----------------------------- | ------ | ---------------------------------------------------------------- |
| Toren van R.K. Kerk Sint Jan de Doper                                                                            | Kerk en kerkonderdeel     | 15e eeuw                             |                          | Grotestraat 63              | 51° 38' 9" NB, 5° 57' 53" OL  | 10049  | Meer afbeeldingen                                                |
| Gewitte langgevelboerderij onder pannen wolfsdak                                                                 | Boerderij                 | 17e of 18e eeuw                      |                          | Zandsteeg 4                 | 51° 38' 7" NB, 5° 57' 43" OL  | 10050  | Meer afbeeldingen                                                |
| Terrein waarin overblijfselen van het kasteel Hatendonk                                                          | Archeologisch monument    | late middeleeuwen                    |                          |                             | 51° 37' 58" NB, 5° 58' 28" OL | 45282  | Upload foto                                                      |
| Terrein waarin een grafveld                                                                                      | Archeologisch monument    | Romeinse tijd                        |                          |                             | 51° 37' 54" NB, 5° 58' 14" OL | 45283  | Upload foto                                                      |
| Klooster Zusters Monialen Redemptoristinnen: blokvormige kloostervleugel                                         | Klooster, kloosteronderdl | 1875-1900                            |                          | Grotestraat 69              | 51° 38' 6" NB, 5° 57' 55" OL  | 518530 | Meer afbeeldingen                                                |
| Klooster Zusters Monialen Redemptoristinnen: zuidelijke kloostervleugel                                          | Klooster, kloosteronderdl | 1925                                 |                          | Grotestraat bij 69          | 51° 38' 6" NB, 5° 57' 55" OL  | 518531 | Meer afbeeldingen                                                |
| R.K. Kerkhof Sambeek: begraafplaats met twee poorten en baarhuis                                                 | Begraafplaats en -onderdl | 1875                                 |                          | Begraafplaats Sambeek       | 51° 37' 58" NB, 5° 57' 46" OL | 518539 | R.K. Kerkhof Sambeek: begraafplaats met twee poorten en baarhuis |
| R.K. Kerkhof Sambeek: grafkruis van anoniem                                                                      | Begraafplaats en -onderdl | eerste kwart 20e eeuw                |                          | Begraafplaats Sambeek (bij) | 51° 37' 58" NB, 5° 57' 46" OL | 518540 | R.K. Kerkhof Sambeek: grafkruis van anoniem                      |
| Klooster Zusters Monialen Redemptoristinnen: Eenbeukige kapel                                                    | Klooster, kloosteronderdl | 1882                                 | J. Kayser                | Grotestraat bij 69          | 51° 38' 6" NB, 5° 57' 55" OL  | 525185 | Meer afbeeldingen                                                |
| Klooster Zusters Monialen Redemptoristinnen: Kapel met noordelijke blokvormige kloostervleugel                   | Klooster, kloosteronderdl | 1882                                 | J. Kayser                | Grotestraat bij 69          | 51° 38' 6" NB, 5° 57' 55" OL  | 525186 | Upload foto                                                      |
| Klooster Zusters Monialen Redemptoristinnen: muur, tuin, heilig hartbeeld, lourdesgrot, calvarieberg, grafkelder | Klooster, kloosteronderdl | 1894-1930                            | waarschijnlijk J. Kayser | Grotestraat bij 69          | 51° 38' 4" NB, 5° 57' 55" OL  | 525187 | Meer afbeeldingen                                                |
| Klooster Zusters Monialen Redemptoristinnen: kloosterboerderij                                                   | Klooster, kloosteronderdl | 1925                                 |                          | Grotestraat bij 69          | 51° 38' 6" NB, 5° 57' 55" OL  | 525200 | Meer afbeeldingen                                                |
| R.K. Kerkhof Sambeek: grafkruis van T. Thijssen                                                                  | Begraafplaats en -onderdl |                                      |                          | algemene begraafplaats      | 51° 37' 58" NB, 5° 57' 46" OL | 525219 | R.K. Kerkhof Sambeek: grafkruis van T. Thijssen                  |
| R.K. Kerkhof Sambeek: grafkruis van J. Grutters                                                                  | Begraafplaats en -onderdl | 1914                                 |                          | algemene begraafplaats      | 51° 37' 58" NB, 5° 57' 46" OL | 525220 | R.K. Kerkhof Sambeek: grafkruis van J. Grutters                  |
| R.K. Kerkhof Sambeek: anoniem grafkruis                                                                          | Begraafplaats en -onderdl |                                      |                          | algemene begraafplaats      | 51° 37' 58" NB, 5° 57' 46" OL | 525221 | R.K. Kerkhof Sambeek: anoniem grafkruis                          |
| R.K. Kerkhof Sambeek: grafkruis van G. Nissen                                                                    | Begraafplaats en -onderdl |                                      |                          | algemene begraafplaats      | 51° 37' 58" NB, 5° 57' 46" OL | 525222 | R.K. Kerkhof Sambeek: grafkruis van G. Nissen                    |
| R.K. Kerkhof Sambeek: anoniem grafkruis                                                                          | Begraafplaats en -onderdl | waarschijnlijk eerste kwart 20e eeuw |                          | algemene begraafplaats      | 51° 37' 58" NB, 5° 57' 46" OL | 525224 | R.K. Kerkhof Sambeek: anoniem grafkruis                          |
| R.K. Kerkhof Sambeek: anoniem grafkruis                                                                          | Begraafplaats en -onderdl |                                      |                          | algemene begraafplaats      | 51° 37' 58" NB, 5° 57' 46" OL | 525225 | R.K. Kerkhof Sambeek: anoniem grafkruis                          |
| R.K. Kerkhof Sambeek: grafkruis van A. Nabbe                                                                     | Begraafplaats en -onderdl | 1941                                 |                          | algemene begraafplaats      | 51° 37' 58" NB, 5° 57' 46" OL | 525230 | R.K. Kerkhof Sambeek: grafkruis van A. Nabbe                     |
| R.K. Kerkhof Sambeek: grafkruis van J. van Blommestein                                                           | Begraafplaats en -onderdl | 1954                                 |                          | algemene begraafplaats      | 51° 37' 58" NB, 5° 57' 46" OL | 525234 | R.K. Kerkhof Sambeek: grafkruis van J. van Blommestein           |
| R.K. Kerkhof Sambeek: anoniem grafkruis                                                                          | Begraafplaats en -onderdl | eerste kwart 20e eeuw                |                          | algemene begraafplaats      | 51° 37' 58" NB, 5° 57' 46" OL | 525236 | R.K. Kerkhof Sambeek: anoniem grafkruis                          |
| R.K. Kerkhof Sambeek: anoniem grafkruis                                                                          | Begraafplaats en -onderdl | eerste kwart 20e eeuw                |                          | algemene begraafplaats      | 51° 37' 58" NB, 5° 57' 46" OL | 525348 | R.K. Kerkhof Sambeek: anoniem grafkruis                          |
| R.K. Kerkhof Sambeek: anoniem grafkruis                                                                          | Begraafplaats en -onderdl | eerste kwart 20e eeuw                |                          | algemene begraafplaats      | 51° 37' 58" NB, 5° 57' 46" OL | 525447 | R.K. Kerkhof Sambeek: anoniem grafkruis                          |
| R.K. Kerkhof Sambeek: grafkruis van J. Clabbers                                                                  | Begraafplaats en -onderdl | eerste kwart 20e eeuw                |                          | algemene begraafplaats      | 51° 37' 58" NB, 5° 57' 46" OL | 525451 | R.K. Kerkhof Sambeek: grafkruis van J. Clabbers                  |
| R.K. Kerkhof Sambeek: anoniem grafkruis                                                                          | Begraafplaats en -onderdl | waarschijnlijk eerste kwart 20e eeuw |                          | algemene begraafplaats      | 51° 37' 58" NB, 5° 57' 46" OL | 525452 | R.K. Kerkhof Sambeek: anoniem grafkruis                          |
| R.K. Kerkhof Sambeek: J. Stiphout                                                                                | Begraafplaats en -onderdl | waarschijnlijk eerste kwart 20e eeuw |                          | algemene begraafplaats      | 51° 37' 58" NB, 5° 57' 46" OL | 525453 | R.K. Kerkhof Sambeek: J. Stiphout                                |
| R.K. Kerkhof Sambeek: anoniem kindergraf                                                                         | Begraafplaats en -onderdl | eerste kwart 20e eeuw                |                          | algemene begraafplaats      | 51° 37' 58" NB, 5° 57' 46" OL | 525466 | R.K. Kerkhof Sambeek: anoniem kindergraf                         |
| R.K. Kerkhof Sambeek: grafkruis A. + E. en J. Verberk                                                            | Begraafplaats en -onderdl | 1900-1960                            |                          | algemene begraafplaats      | 51° 37' 58" NB, 5° 57' 46" OL | 525467 | R.K. Kerkhof Sambeek: grafkruis A. + E. en J. Verberk            |
| R.K. Kerkhof Sambeek: anoniem grafkruis                                                                          | Begraafplaats en -onderdl | 1900-1960                            |                          | algemene begraafplaats      | 51° 37' 58" NB, 5° 57' 46" OL | 525468 | Upload foto                                                      |
| R.K. Kerkhof Sambeek: anoniem grafkruis                                                                          | Begraafplaats en -onderdl | 1900-1960                            |                          | algemene begraafplaats      | 51° 37' 58" NB, 5° 57' 46" OL | 525469 | R.K. Kerkhof Sambeek: anoniem grafkruis                          |
| R.K. Kerkhof Sambeek: grafkruis van W. Kateman                                                                   | Begraafplaats en -onderdl | 1900-1960                            |                          | algemene begraafplaats      | 51° 37' 58" NB, 5° 57' 46" OL | 525470 | R.K. Kerkhof Sambeek: grafkruis van W. Kateman                   |
| R.K. Kerkhof Sambeek: anoniem grafkruis                                                                          | Begraafplaats en -onderdl | eerste kwart 20e eeuw                |                          | algemene begraafplaats      | 51° 37' 58" NB, 5° 57' 46" OL | 525471 | R.K. Kerkhof Sambeek: anoniem grafkruis                          |
| R.K. Kerkhof Sambeek: grafkruis van J. Bongers                                                                   | Begraafplaats en -onderdl | eerste kwart 20e eeuw                |                          | algemene begraafplaats      | 51° 37' 58" NB, 5° 57' 46" OL | 525480 | Upload foto                                                      |
| R.K. Kerkhof Sambeek: anoniem grafkruis                                                                          | Begraafplaats en -onderdl | eerste kwart 20e eeuw                |                          | algemene begraafplaats      | 51° 37' 58" NB, 5° 57' 46" OL | 525481 | Upload foto                                                      |
| R.K. Kerkhof Sambeek: anoniem grafkruis                                                                          | Begraafplaats en -onderdl | eerste kwart 20e eeuw                |                          | algemene begraafplaats      | 51° 37' 58" NB, 5° 57' 46" OL | 525482 | R.K. Kerkhof Sambeek: anoniem grafkruis                          |